# Pojanje
Pojanje, crkveno pjevanje, obično u pravoslavnoj crkvi i u crkvama istočnog obreda.
U pravoslavnoj crkvi gotovo cijela bogoslužja (jutrenje, liturgija, večernje...), svete tajne (krštenje, vjenčanje), opijelo na Pokopima itd. obavljaju se pojanjem. svećeničko pojanje u pravilu prati jedan ili više pojaca (ponekad i crkveni zbor) koji stoje za pijevnicom slijeva ili zdesna ispred oltara. Pojcima se pridružuju i pojedini vjernici i vjernice.
Nakon smrti, na opijelu, svećenik uz ime pokojnog pojca spominje da je bio pojac, što se za ostale necrkvene osobe ne čini, već se samo kaže da je rab božji.

## Druga značenja
Riječju pojanje označava se i ptičje pjevanje, a nekad se označavalo pjevanje u stihovima, pisanje stihova.